# Star MD
Le pistolet rafaleur espagnol Star MD est la version PM du Star M chambrés en plusieurs calibres.

## Comment différencier les Star M et MD
La principale différence entre les deux armes est la présence d'un sélecteur de tir et la possibilité de monter une crosse-étui en bois. 

## Production et diffusion
Fabriqué par Star Bonifacio Echeverria S.A. à 8 000 exemplaires seulement de 1931 à 1951. 
Le Star MD fut exporté en Amérique latine et en Asie.
Ainsi dès 1935, le major général Anastasio Somoza García (père du dictateur déchu en 1985), patron de la Guardia Nacional du Nicaragua fit adopter, après essais, le Star MD, calibre 38 ACP. De nombreux pays l'importèrent en grandes quantités, souvent conjointement au Star M, comme la Thaïlande, le Japon, la Chine (notamment sous la marque Union-France), les Philippines, le Mexique, la Colombie, le Costa Rica etc. Il connut donc la guerre civile chinoise et la guerre sino-japonaise.

## Données numériques
- Munition : 7,63 Mauser, 9mm Parabellum, .38 ACP, 9mm Largo, 9mm Browning Long ou .45 ACP
- Canon : 12 cm
- Longueur de l'arme seule: 22 cm
- Masse de l'arme vide : environ 1100 g
- Étui-crosse : 38 cm de long pour une masse de 500 g
- Chargeurs :
  - En .45 : 7/13 coups
  - En 7,63 : 8 coups
  - En 9 mm : 9/16/32 coups
- Cadence de tir : 600 c/min.

## Sources
Cette notice est issue de la lecture des revues spécialisées de langue française suivantes :
- Cibles (Fr)
- AMI (B, disparue en 1988)
- Gazette des Armes (Fr)
- Action Guns  (Fr)
- Raids (Fr)
- Assaut (Fr)